# Coves de Sara
Les coves de Sara (Sarako lezeak en èuscar i Grottes de Sare en francès) es troben a la comuna de Sara, al territori històric de Lapurdi, al departament francès dels Pirineus Atlàntics. Van començar a formar-se fa uns 100 milions d'anys i van començar a ser poblades durant el període prehistòric mosterià fa uns 45.000 anys. Sabem que, des del Neolític fins a l'edat del bronze, va ser habitada la cova de Lezea (una de les més importants del conjunt) per comunitats agricultores i ramaderes, gràcies a les restes ceràmiques i òssies. L'etnòleg i prehistoriador José Miguel Barandiarán va estudiar la relació entre aquest conjunt de coves i la mitologia basca, ja que foren objecte de llegendes i van ser escenari de les persecucions sobre presumptes bruixes a la regió durant el segle xvii. Actualment, estan obertes al públic i són el tercer centre turístic que rep més visitants de tot Iparralde.